# オリンピックのウエイトリフティング競技・メダリスト一覧
オリンピックのウエイトリフティング競技・メダリスト一覧（オリンピックのウエイトリフティングきょうぎ・メダリストいちらん）は、1896年から2020年までのオリンピックウエイトリフティング競技におけるメダリストの一覧である。

## 男子

### 61kg級
- 旧バンタム級
- –56 kg (1948-1968)
- 52–56 kg (1972-1992)
- 54-59 kg (1996)
- -56 kg (2000-2016)
- -61 kg (2020-)

| 大会名                | 金                                        | 銀                                      | 銅                                          |
| --------------------- | ----------------------------------------- | --------------------------------------- | ------------------------------------------- |
| 1948 ロンドン         | J・ド・ピエトロ アメリカ合衆国 (USA)      | J・クルーズ イギリス (GBR)              | リチャード・トム アメリカ合衆国 (USA)       |
| 1952 ヘルシンキ       | I・ウドドフ ソビエト連邦 (URS)            | マフムード・ナムジュー イラン (IRI)     | アリ・ミルザイ イラン (IRI)                 |
| 1956 メルボルン       | チャールズ・ヴィンチ アメリカ合衆国 (USA) | V・ストゴフ ソビエト連邦 (URS)          | マフムード・ナムジュー イラン (IRI)         |
| 1960 ローマ           | チャールズ・ヴィンチ アメリカ合衆国 (USA) | 三宅義信 日本 (JPN)                     | エスマイル・エルムハー イラン (IRI)         |
| 1964 東京             | A・バホーニン ソビエト連邦 (URS)          | I・フェルディ ハンガリー (HUN)          | 一ノ関史郎 日本 (JPN)                       |
| 1968 メキシコシティ   | モハンマド・ナスィーリー イラン (IRI)     | I・フェルディ ハンガリー (HUN)          | H・トレビツキ ポーランド (POL)              |
| 1972 ミュンヘン       | I・フェルディ ハンガリー (HUN)            | モハンマド・ナスィーリー イラン (IRI)   | G・チェチン ソビエト連邦 (URS)              |
| 1976 モントリオール   | N・ヌリキャン ブルガリア (BUL)            | G・チウラ ポーランド (POL)              | 安藤謙吉 日本 (JPN)                         |
| 1980 モスクワ         | D・ヌメス キューバ (CUB)                  | ユリク・サルキシアン ソビエト連邦 (URS) | T・デムボンチク ポーランド (POL)            |
| 1984 ロサンゼルス     | 呉数徳 中国 (CHN)                         | 頼潤明 中国 (CHN)                       | 小高正宏 日本 (JPN)                         |
| 1988 ソウル           | オクセン・ミルゾヤン ソビエト連邦 (URS)   | 何英強 中国 (CHN)                       | 劉寿斌 中国 (CHN)                           |
| 1992 バルセロナ       | 全炳寛 韓国 (KOR)                         | 劉寿斌 中国 (CHN)                       | 羅建明 中国 (CHN)                           |
| 1996 アトランタ       | 唐霊生 中国 (CHN)                         | レオニダス・サバニス ギリシャ (GRE)     | ニコライ・ペシャロフ ブルガリア (BUL)       |
| 2000 シドニー         | ハリル・ムトル トルコ (TUR)               | 呉文雄 中国 (CHN)                       | 張湘祥 中国 (CHN)                           |
| 2004 アテネ           | ハリル・ムトル トルコ (TUR)               | 呉美錦 中国 (CHN)                       | セダト・アルトゥチ トルコ (TUR)             |
| 2008 北京             | 龍清泉 中国 (CHN)                         | アン・ホアング ベトナム (VIE)           | エコユリ・イラワン インドネシア (INA)       |
| 2012 ロンドン         | オム・ユンチョル 北朝鮮 (PRK)             | 呉景彪 中国 (CHN)                       | ワレンチン・リストフ アゼルバイジャン (AZE) |
| 2016 リオデジャネイロ | 龍清泉 中国 (CHN)                         | オム・ユンチョル 北朝鮮 (PRK)           | シンペット・クルアイトーン タイ (THA)       |
| 2020 東京             | 李発彬 中国 (CHN)                         | エコ・イラワン インドネシア (INA)       | イーゴリ・ソン カザフスタン (KAZ)           |

### 67kg級
- 旧フェザー級
- –60 kg (1920-1936)
- 56–60 kg (1948-1992)
- 59-64 kg (1996)
- 56-62 kg (2000-2016)
- 61-67 kg (2020-)

| 大会名                | 金                                              | 銀                                                  | 銅                                          |
| --------------------- | ----------------------------------------------- | --------------------------------------------------- | ------------------------------------------- |
| 1920 アントワープ     | F・D・ヘス ベルギー (BEL)                       | A・シュミット エストニア (EST)                      | E・リッター スイス (SUI)                    |
| 1924 パリ             | P・ガベッチ イタリア (ITA)                      | A・シュタッドラー オーストリア (AUT)                | A・ラインマン スイス (SUI)                  |
| 1928 アムステルダム   | F・アンドリセク オーストリア (AUT)              | P・ガベッチ イタリア (ITA)                          | H・ベルペルト ドイツ (GER)                  |
| 1932 ロサンゼルス     | R・スビニー フランス (FRA)                      | H・ベルペルト ドイツ (GER)                          | A・ターラゾー アメリカ合衆国 (USA)          |
| 1936 ベルリン         | A・ターラゾー アメリカ合衆国 (USA)              | S・M・ソリマン エジプト (EGY)                       | I・H・シャムス エジプト (EGY)               |
| 1948 ロンドン         | M・ファヤド エジプト (EGY)                      | R・ウィルケス トリニダード・トバゴ (TRI)            | ジャフャル・サルマスィー イラン (IRI)       |
| 1952 ヘルシンキ       | R・チミシュキヤン ソビエト連邦 (URS)            | N・サクソノフ ソビエト連邦 (URS)                    | R・ウィルケス トリニダード・トバゴ (TRI)    |
| 1956 メルボルン       | I・バーガー アメリカ合衆国 (USA)                | Y・ミナーエフ ソビエト連邦 (URS)                    | M・ツェリンスキー ポーランド (POL)          |
| 1960 ローマ           | Y・ミナーエフ ソビエト連邦 (URS)                | I・バーガー アメリカ合衆国 (USA)                    | S・マンニローニ イタリア (ITA)              |
| 1964 東京             | 三宅義信 日本 (JPN)                             | I・バーガー アメリカ合衆国 (USA)                    | M・ノヴァク ポーランド (POL)                |
| 1968 メキシコシティ   | 三宅義信 日本 (JPN)                             | D・シャニッツェ ソビエト連邦 (URS)                  | 三宅義行 日本 (JPN)                         |
| 1972 ミュンヘン       | N・ヌリキャン ブルガリア (BUL)                  | D・シャニッツェ ソビエト連邦 (URS)                  | J・ベネデク ハンガリー (HUN)                |
| 1976 モントリオール   | N・コレスニコフ ソビエト連邦 (URS)              | G・トドロフ ブルガリア (BUL)                        | 平井一正 日本 (JPN)                         |
| 1980 モスクワ         | V・マジン ソビエト連邦 (URS)                    | S・ディミトロフ ブルガリア (BUL)                    | M・セベリン ポーランド (POL)                |
| 1984 ロサンゼルス     | 陳偉強 中国 (CHN)                               | ゲル・ラドゥ ルーマニア (ROM)                       | 蔡温義 チャイニーズタイペイ (TPE)           |
| 1988 ソウル           | ナイム・スレイマノグル トルコ (TUR)             | ステファン・トプロフ ブルガリア (BUL)               | 葉煥明 中国 (CHN)                           |
| 1992 バルセロナ       | ナイム・スレイマノグル トルコ (TUR)             | ニコライ・ペシャロフ ブルガリア (BUL)               | 何英強 中国 (CHN)                           |
| 1996 アトランタ       | ナイム・スレイマノグル トルコ (TUR)             | バレリオス・レオニディス ギリシャ (GRE)             | 肖建剛 中国 (CHN)                           |
| 2000 シドニー         | ニコライ・ペシャロフ クロアチア (CRO)           | レオニダス・サバニス ギリシャ (GRE)                 | ゲンナジー・オレシュチュク ベラルーシ (BLR) |
| 2004 アテネ           | 石智勇 中国 (CHN)                               | 楽茂盛 中国 (CHN)                                   | イスラエル・ホセ・ルビオ ベネズエラ (VEN)   |
| 2008 北京             | 張湘祥 中国 (CHN)                               | ディエゴ・サラサール コロンビア (COL)               | トリヤトノ インドネシア (INA)               |
| 2012 ロンドン         | キム・ウングク 北朝鮮 (PRK)                     | オスカル・フィゲロア・モスケラ コロンビア (COL)     | エコユリ・イラワン インドネシア (INA)       |
| 2016 リオデジャネイロ | オスカル・フィゲロア・モスケラ コロンビア (COL) | エコユリ・イラワン インドネシア (INA)               | ファルハード・カーリ カザフスタン (KAZ)     |
| 2020 東京             | 諶利軍 中国 (CHN)                               | ルイス・ハビエル・モスケラ・ロサノ コロンビア (COL) | ミルコ・ザンニ イタリア (ITA)               |

### 73kg級
- 旧ライト級
- 60–67.5 kg (1920-1992)
- 64-70 kg (1996)
- 62-69 kg (2000-2016)
- 67-73 kg (2020-)

| 大会名                | 金                                            | 銀                                              | 銅                                                      |
| --------------------- | --------------------------------------------- | ----------------------------------------------- | ------------------------------------------------------- |
| 1920 アントワープ     | アルフレド・ノイラント エストニア (EST)       | ルイス・ウィリケット ベルギー (BEL)             | フロリモン・ルーム ベルギー (BEL)                       |
| 1924 パリ             | エドモン・デコッチニー フランス (FRA)         | アントン・ジェリナ オーストリア (AUT)           | ボーフミル・ダルディズ チェコスロバキア (TCH)           |
| 1928 アムステルダム   | ハンス・ハース ドイツ (GER)                   | 該当者なし                                      | フェルナンド・アルヌート フランス (FRA)                 |
| 1928 アムステルダム   | クルト・ヘルビッヒ オーストリア (AUT)         | 該当者なし                                      | フェルナンド・アルヌート フランス (FRA)                 |
| 1932 ロサンゼルス     | ルネ・デュベルジェ フランス (FRA)             | ハンス・ハース ドイツ (GER)                     | ガストン・ピエリーニ イタリア (ITA)                     |
| 1936 ベルリン         | ロベルト・フェイン オーストリア (AUT)         | 該当者なし                                      | カール・ジャンセン ドイツ (GER)                         |
| 1936 ベルリン         | アンワール・メスバフ エジプト (EGY)           | 該当者なし                                      | カール・ジャンセン ドイツ (GER)                         |
| 1948 ロンドン         | イブラヒム・シャムス エジプト (EGY)           | アッティア・ハムーダ エジプト (EGY)             | ジェームズ・ハリデイ イギリス (GBR)                     |
| 1952 ヘルシンキ       | トミー・コーノ アメリカ合衆国 (USA)           | エフゲニー・ロパティン ソビエト連邦 (URS)       | ヴェルディ・バルベリス オーストラリア (AUS)             |
| 1956 メルボルン       | イーホリ・リュバク ソビエト連邦 (URS)         | ラビル・ハブディノフ ソビエト連邦 (URS)         | 金昌煕 韓国 (KOR)                                       |
| 1960 ローマ           | ビクトル・ブシュエフ ソビエト連邦 (URS)       | タン・ホー・リャン シンガポール (SIN)           | アブドゥル・ワヒド・アジズ イラク (IRQ)                 |
| 1964 東京             | ヴァルデマル・バシャノフスキ ポーランド (POL) | ウラジーミル・カプルノフ ソビエト連邦 (URS)     | マリアン・ジエリンスキー ポーランド (POL)               |
| 1968 メキシコシティ   | ヴァルデマル・バシャノフスキ ポーランド (POL) | パルヴィーズ・ジャライェル イラン (IRI)         | マリアン・ジエリンスキー ポーランド (POL)               |
| 1972 ミュンヘン       | ムハルビ・キルジノフ ソビエト連邦 (URS)       | ムラデン・カチエフ ブルガリア (BUL)             | ズビグニェフ・カチュマレク ポーランド (POL)             |
| 1976 モントリオール   | ペトロ・コロル ソビエト連邦 (URS)             | ダニエル・スネ フランス (FRA)                   | カジミエシュ・チャルネッキ ポーランド (POL)             |
| 1980 モスクワ         | ヤンコ・ルセフ ブルガリア (BUL)               | ヨアヒム・クンツ 東ドイツ (GDR)                 | ミンチョ・パショフ ブルガリア (BUL)                     |
| 1984 ロサンゼルス     | 姚景遠 中国 (CHN)                             | アンドレイ・ソカシ ルーマニア (ROM)             | ヨウニー・グロンマン フィンランド (FIN)                 |
| 1988 ソウル           | ヨアヒム・クンツ 東ドイツ (GDR)               | イスラエル・ミリトシアン ソビエト連邦 (URS)     | 李金河 中国 (CHN)                                       |
| 1992 バルセロナ       | イスラエル・ミリトシアン EUN (EUN)            | ヨト・ヨトフ ブルガリア (BUL)                   | アンドレアス・ベーム ドイツ (GER)                       |
| 1996 アトランタ       | 占旭剛 中国 (CHN)                             | キム・ミョンナム 北朝鮮 (PRK)                   | フェリ・アッティラ ハンガリー (HUN)                     |
| 2000 シドニー         | ガラビン・ボエフスキ ブルガリア (BUL)         | ゲオルギ・マルコフ ブルガリア (BUL)             | セルゲイ・ラブレノフ ベラルーシ (BLR)                   |
| 2004 アテネ           | 張国政 中国 (CHN)                             | 李培永 韓国 (KOR)                               | ニコライ・ペシャロフ クロアチア (CRO)                   |
| 2008 北京             | 廖輝 中国 (CHN)                               | ヴェンセラス・ダバヤティアンチュ フランス (FRA) | ヨルダニス・ボレロ キューバ (CUB)                       |
| 2012 ロンドン         | 林清峰 中国 (CHN)                             | トリヤトノ インドネシア (INA)                   | ラズバン・コンスタンティン・マルティン ルーマニア (ROU) |
| 2016 リオデジャネイロ | 石智勇 中国 (CHN)                             | ダニヤー・イスマイロフ トルコ (TUR)             | ルイス・ハビエル・モスケラ コロンビア (COL)             |
| 2020 東京             | 石智勇 中国 (CHN)                             | フリオ・マジョラ ベネズエラ (VEN)               | ラフマト・アブドゥラー インドネシア (INA)               |

### 81kg級
- 旧ミドル級
- 67.5–75 kg (1920-1992)
- 70-76 kg (1996)
- 69-77 kg (2000-2016)
- 73-81 kg (2020-)

| 大会名                | 金                                              | 銀                                                | 銅                                            |
| --------------------- | ----------------------------------------------- | ------------------------------------------------- | --------------------------------------------- |
| 1920 アントワープ     | アンリ・ガンス フランス (FRA)                   | ピエトロ・ピアンチ イタリア (ITA)                 | アルベルト・ペテルソン スウェーデン (SWE)     |
| 1924 パリ             | カルロ・ガリンベルティ イタリア (ITA)           | アルフレド・ノイラント エストニア (EST)           | ジャアン・キッカス エストニア (EST)           |
| 1928 アムステルダム   | ロジャー・フランソワ フランス (FRA)             | カルロ・ガリンベルティ イタリア (ITA)             | アウグスト・シェファー オランダ (NED)         |
| 1932 ロサンゼルス     | ルドルフ・イスマイヤー ドイツ (GER)             | カルロ・ガリンベルティ イタリア (ITA)             | カール・ヒプフィンガー オーストリア (AUT)     |
| 1936 ベルリン         | カドル・エル・トゥニー エジプト (EGY)           | ルドルフ・イスマイヤー ドイツ (GER)               | アドルフ・ワグナー ドイツ (GER)               |
| 1948 ロンドン         | フランク・スペルマン アメリカ合衆国 (USA)       | ピーター・ジョージ アメリカ合衆国 (USA)           | 金晟集 韓国 (KOR)                             |
| 1952 ヘルシンキ       | ピーター・ジョージ アメリカ合衆国 (USA)         | ジェリー・グラットン カナダ (CAN)                 | 金晟集 韓国 (KOR)                             |
| 1956 メルボルン       | ヒョードル・ボグダノフスキー ソビエト連邦 (URS) | ピーター・ジョージ アメリカ合衆国 (USA)           | エルマーノ・ピグナッティ イタリア (ITA)       |
| 1960 ローマ           | アレクサンドル・クリノフ ソビエト連邦 (URS)     | トミー・コーノ アメリカ合衆国 (USA)               | ギョーゾ・ヴェレシュ ハンガリー (HUN)         |
| 1964 東京             | ハンス・ズドラジラ チェコスロバキア (TCH)       | ビクトル・クレンツォフ ソビエト連邦 (URS)         | 大内仁 日本 (JPN)                             |
| 1968 メキシコシティ   | ビクトル・クレンツォフ ソビエト連邦 (URS)       | 大内仁 日本 (JPN)                                 | カロリー・バコス ハンガリー (HUN)             |
| 1972 ミュンヘン       | ヨルダン・ビコフ ブルガリア (BUL)               | モハメド・タラブルシ レバノン (LIB)               | アンセルモ・シルビノ イタリア (ITA)           |
| 1976 モントリオール   | ヨルダン・ミトコフ ブルガリア (BUL)             | バルタン・ミリトシアン ソビエト連邦 (URS)         | ペーター・ベンゼル 東ドイツ (GDR)             |
| 1980 モスクワ         | アーセン・ズラテフ ブルガリア (BUL)             | アレクサンドル・ペルヴィ ソビエト連邦 (URS)       | ネデルコ・コレフ ブルガリア (BUL)             |
| 1984 ロサンゼルス     | カールハインツ・ラドチンスキー 西ドイツ (FRG)   | ジャケ・デメル カナダ (CAN)                       | ドラゴミール・ショーロスラン ルーマニア (ROM) |
| 1988 ソウル           | ボリスラフ・ギディコフ ブルガリア (BUL)         | インゴ・シュタインホーフェル 東ドイツ (GDR)       | アレクサンダル・ヴァルバノフ ブルガリア (BUL) |
| 1992 バルセロナ       | チューダー・キャサプ EUN (EUN)                  | パブロ・ララ キューバ (CUB)                       | キム・ミョンナム 北朝鮮 (PRK)                 |
| 1996 アトランタ       | パブロ・ララ キューバ (CUB)                     | ヨト・ヨトフ ブルガリア (BUL)                     | チョン・チョルホ 北朝鮮 (PRK)                 |
| 2000 シドニー         | 占旭剛 中国 (CHN)                               | ビクトル・ミトロウ ギリシャ (GRE)                 | アルセン・メリクヤン アルメニア (ARM)         |
| 2004 アテネ           | タネル・サギル トルコ (TUR)                     | セルゲイ・フィリモノフ カザフスタン (KAZ)         | オレク・ペレペチェノフ ロシア (RUS)           |
| 2008 北京             | 史載赫 韓国 (KOR)                               | 李宏利 中国 (CHN)                                 | ゲボルク・ダフチャン アルメニア (ARM)         |
| 2012 ロンドン         | 呂小軍 中国 (CHN)                               | 陸浩傑 中国 (CHN)                                 | イバン・カンバル キューバ (CUB)               |
| 2016 リオデジャネイロ | ニヤト・ラヒモフ カザフスタン (KAZ)             | 呂小軍 中国 (CHN)                                 | モハメド・イハブ エジプト (EGY)               |
| 2020 東京             | 呂小軍 中国 (CHN)                               | サカリアス・ボナト・ミチェル ドミニカ共和国 (DOM) | アントニーノ・ピッツォラート イタリア (ITA)   |

### 96kg級
- 旧ミドルヘビー級
- 82.5kg–90 kg (1952-1992)
- 83-91 kg (1996)
- 85-94 kg (2000-2016)
- 81-96 kg (2020-)

| 大会名                | 金                                                | 銀                                          | 銅                                                |
| --------------------- | ------------------------------------------------- | ------------------------------------------- | ------------------------------------------------- |
| 1952 ヘルシンキ       | ノーバート・シェマンスキー アメリカ合衆国 (USA)   | グリゴリー・ノバク ソビエト連邦 (URS)       | ルノックス・キルグール トリニダード・トバゴ (TRI) |
| 1956 メルボルン       | アルカディ・ボロビエフ ソビエト連邦 (URS)         | デビッド・シェパード アメリカ合衆国 (USA)   | ジャン・デビュ フランス (FRA)                     |
| 1960 ローマ           | アルカディ・ボロビエフ ソビエト連邦 (URS)         | トロフィム・ロマキン ソビエト連邦 (URS)     | ルイス・マーティン イギリス (GBR)                 |
| 1964 東京             | ウラジーミル・ゴロバノフ ソビエト連邦 (URS)       | ルイス・マーティン イギリス (GBR)           | イレネウス・パリンスキ ポーランド (POL)           |
| 1968 メキシコシティ   | カルロ・カンガスニエミ フィンランド (FIN)         | ヤン・タルツ ソビエト連邦 (URS)             | マレク・ゴロブ ポーランド (POL)                   |
| 1972 ミュンヘン       | アンドン・ニコルフ ブルガリア (BUL)               | アタナス・ショーポフ ブルガリア (BUL)       | ハンス・ベッテンボルグ スウェーデン (SWE)         |
| 1976 モントリオール   | ダビド・リゲルト ソビエト連邦 (URS)               | リー・ジェームズ アメリカ合衆国 (USA)       | アタナス・ショーポフ ブルガリア (BUL)             |
| 1980 モスクワ         | ペテル・バチャコ ハンガリー (HUN)                 | ルーメン・アレクサンドロフ ブルガリア (BUL) | フランク・マンテク 東ドイツ (GDR)                 |
| 1984 ロサンゼルス     | ニク・ウラド ルーマニア (ROM)                     | ドミトル・ペトル ルーマニア (ROM)           | デビッド・マルセル イギリス (GBR)                 |
| 1988 ソウル           | アナトリー・フラパティ ソビエト連邦 (URS)         | ナイル・ムハメジャノフ ソビエト連邦 (URS)   | スワヴォミール・ザワダ ポーランド (POL)           |
| 1992 バルセロナ       | アカキオス・カキャシビリス EUN (EUN)              | セルゲイ・シルツォフ EUN (EUN)              | セルギウス・ボルチャニエッキ ポーランド (POL)     |
| 1996 アトランタ       | アレクセイ・ペトロフ ロシア (RUS)                 | レオニダス・コカス ギリシャ (GRE)           | オリバー・カルソ ドイツ (GER)                     |
| 2000 シドニー         | アカキオス・カキャシビリス ギリシャ (GRE)         | シモン・コレツキ ポーランド (POL)           | アレクセイ・ペトロフ ロシア (RUS)                 |
| 2004 アテネ           | ミレン・ドブレフ ブルガリア (BUL)                 | ハジムラド・アカエフ ロシア (RUS)           | エドワード・チュキン ロシア (RUS)                 |
| 2008 北京             | シモン・コレチキー ポーランド (POL)               | アルセン・カサビエフ グルジア (GEO)         | ヨアンドリ・エルナンデス キューバ (CUB)           |
| 2012 ロンドン         | サイード・モハンマドプールカルカラー イラン (IRI) | 金ミン在 韓国 (KOR)                         | トマシュ・ジエリンスキ ポーランド (POL)           |
| 2016 リオデジャネイロ | ソフラブ・モラディ イラン (IRI)                   | ヴァジム・ストラルツォウ ベラルーシ (BLR)   | アウリマス・ディズバリス リトアニア (LTU)         |
| 2020 東京             | ファレス・エル＝バフ カタール (QAT)               | ケイドマル・バジェニージャ ベネズエラ (VEN) | アントン・プリェスノイ ジョージア (GEO)           |

### 109kg級
- 旧ヘビー級
- +82.5 kg (1920-1948)
- +90 kg (1952-1968)
- 90-110 kg (1972-1976)
- 100-110 kg (1980-1992)
- 99-108 kg (1996)
- 94-105 kg (2000-2016)
- 96-109 kg (2020-)

| 大会名                | 金                                              | 銀                                                | 銅                                              |
| --------------------- | ----------------------------------------------- | ------------------------------------------------- | ----------------------------------------------- |
| 1920 アントワープ     | フィリポ・ボッチーノ イタリア (ITA)             | ジョセフ・アルジン ルクセンブルク (LUX)           | ルイ・ベルノー フランス (FRA)                   |
| 1924 パリ             | ジュゼッペ・トナリ イタリア (ITA)               | フランツ・アイグナー オーストリア (AUT)           | ハラルド・タンメル エストニア (EST)             |
| 1928 アムステルダム   | ジョセフ・ストラスベルガー ドイツ (GER)         | アーノルド・ルハール エストニア (EST)             | ヤロスラフ・スコブラ チェコスロバキア (TCH)     |
| 1932 ロサンゼルス     | ヤロスラフ・スコブラ チェコスロバキア (TCH)     | ヴァーツラフ・セニカ チェコスロバキア (TCH)       | ジョセフ・ストラスベルガー ドイツ (GER)         |
| 1936 ベルリン         | ジョセフ・マンガー ドイツ (GER)                 | ヴァーツラフ・セニカ チェコスロバキア (TCH)       | アーノルド・ルハール エストニア (EST)           |
| 1948 ロンドン         | ジョン・デービス アメリカ合衆国 (USA)           | ノーバート・シェマンスキー アメリカ合衆国 (USA)   | アブラハム・シャリテ オランダ (NED)             |
| 1952 ヘルシンキ       | ジョン・デービス アメリカ合衆国 (USA)           | ジェームズ・ブラッドフォード アメリカ合衆国 (USA) | フンベルト・セルベッティ アルゼンチン (ARG)     |
| 1956 メルボルン       | ポール・アンダーソン アメリカ合衆国 (USA)       | フンベルト・セルベッティ アルゼンチン (ARG)       | アルベルト・ピジアーニ イタリア (ITA)           |
| 1960 ローマ           | ユーリ・ブラソフ ソビエト連邦 (URS)             | ジェームズ・ブラッドフォード アメリカ合衆国 (USA) | ノーバート・シェマンスキー アメリカ合衆国 (USA) |
| 1964 東京             | レオニード・ジャボチンスキー ソビエト連邦 (URS) | ユーリ・ブラソフ ソビエト連邦 (URS)               | ノーバート・シェマンスキー アメリカ合衆国 (USA) |
| 1968 メキシコシティ   | レオニード・ジャボチンスキー ソビエト連邦 (URS) | セルジュ・レディン ベルギー (BEL)                 | ジョセフ・ダブ アメリカ合衆国 (USA)             |
| 1972 ミュンヘン       | ヤン・タルツ ソビエト連邦 (URS)                 | アレクサンダー・クライチェフ ブルガリア (BUL)     | ステファン・グリュッツナー 東ドイツ (GDR)       |
| 1976 モントリオール   | ユーリ・ザイツエフ ソビエト連邦 (URS)           | クラスチュ・セメルディエフ ブルガリア (BUL)       | タデウス・ルツコウスキ ポーランド (POL)         |
| 1980 モスクワ         | レオニド・タラネンコ ソビエト連邦 (URS)         | ヴァレンティン・クリストフ ブルガリア (BUL)       | ジョージ・サライ ハンガリー (HUN)               |
| 1984 ロサンゼルス     | ノルベルト・オーベルバルガー イタリア (ITA)     | ステファン・タスナディ ルーマニア (ROM)           | ガイ・カールトン アメリカ合衆国 (USA)           |
| 1988 ソウル           | ユーリ・ザハレビッチ ソビエト連邦 (URS)         | ヨーゼフ・ヤッツォ ハンガリー (HUN)               | ロニー・ウェラー 東ドイツ (GDR)                 |
| 1992 バルセロナ       | ロニー・ウェラー ドイツ (GER)                   | ルトゥール・アコエフ EUN (EUN)                    | ステファン・ボテフ ブルガリア (BUL)             |
| 1996 アトランタ       | チムール・タイマゾフ ウクライナ (UKR)           | セルゲイ・シルツォフ ロシア (RUS)                 | ニク・ウラド ルーマニア (ROM)                   |
| 2000 シドニー         | ホセイン・タバコリ イラン (IRI)                 | アラン・ザガエフ ブルガリア (BUL)                 | サイード・サイフ・アサド カタール (QAT)         |
| 2004 アテネ           | ドミトリー・ベレストフ ロシア (RUS)             | イーゴリ・ラゾリョノフ ウクライナ (UKR)           | グレブ・ピサレフスキー ロシア (RUS)             |
| 2008 北京             | アンドレイ・アラムナウ ベラルーシ (BLR)         | ドミトリー・クロコフ ロシア (RUS)                 | マルチン・ドレガ ポーランド (POL)               |
| 2012 ロンドン         | ナバブ・ナシルシェラル イラン (IRI)             | バルトロミエ・ボンク ポーランド (POL)             | イヴァン・エフェモフ ウズベキスタン (UZB)       |
| 2016 リオデジャネイロ | ルスラン・ヌルディノフ ウズベキスタン (UZB)     | シモン・マーティロスヤンウ アルメニア (ARM)       | アレクサンドル・ザイチコフ カザフスタン (KAZ)   |
| 2020 東京             | アクバル・ジュラエフ ウズベキスタン (UZB)       | シモン・マルティロシャン アルメニア (ARM)         | アルトゥールス・プレースニエクス ラトビア (LAT) |

### 109kg超級
- 旧スーパーヘビー級
- 110kg (1972-1992)
- 108kg (1996)
- 105kg超 (2000-2016)
- 109kg超 (2020-)

| 大会名                | 金                                              | 銀                                                | 銅                                          |
| --------------------- | ----------------------------------------------- | ------------------------------------------------- | ------------------------------------------- |
| 1972 ミュンヘン       | ヴァシリー・アレクセイエフ ソビエト連邦 (URS)   | ルドルフ・マン 西ドイツ (FRG)                     | ゲルド・ボンク 東ドイツ (GDR)               |
| 1976 モントリオール   | ヴァシリー・アレクセイエフ ソビエト連邦 (URS)   | ゲルド・ボンク 東ドイツ (GDR)                     | ヘルムート・ロッシュ 東ドイツ (GDR)         |
| 1980 モスクワ         | スルタン・ラフマノフ ソビエト連邦 (URS)         | ユルゲン・ホイゼル 東ドイツ (GDR)                 | タデウシュ・ルツコウスキー ポーランド (POL) |
| 1984 ロサンゼルス     | ディーン・ルーキン オーストラリア (AUS)         | マリオ・マルティネス アメリカ合衆国 (USA)         | マンフレッド・ネルリンガー 西ドイツ (FRG)   |
| 1988 ソウル           | アレクサンドル・クルロビッチ ソビエト連邦 (URS) | マンフレッド・ネルリンガー 西ドイツ (FRG)         | マルティン・ザビージャ 西ドイツ (FRG)       |
| 1992 バルセロナ       | アレクサンドル・クルロビッチ EUN (EUN)          | レオニド・タラネンコ EUN (EUN)                    | マンフレッド・ネルリンガー ドイツ (GER)     |
| 1996 アトランタ       | アンドレイ・チェメルキン ロシア (RUS)           | ロニー・ウェラー ドイツ (GER)                     | ステファン・ボテフ オーストラリア (AUS)     |
| 2000 シドニー         | ホセイン・レザ・ザデ イラン (IRI)               | ロニー・ウェラー ドイツ (GER)                     | アンドレイ・チェメルキン ロシア (RUS)       |
| 2004 アテネ           | ホセイン・レザ・ザデ イラン (IRI)               | ビクトルス・スチェルバティス ラトビア (LAT)       | ベリチコ・チョラコフ ブルガリア (BUL)       |
| 2008 北京             | マティアス・シュタイナー ドイツ (GER)           | エフゲニー・チギシェフ ロシア (RUS)               | ビクトルス・スチェルバティス ラトビア (LAT) |
| 2012 ロンドン         | ベダド・サリミコルダシアビ イラン (IRI)         | サジャド・アヌーシラバニハムラバード イラン (IRI) | ルスラン・アルベゴフ ロシア (RUS)           |
| 2016 リオデジャネイロ | ラシャ・タラハゼ ジョージア (GEO)               | ゴル・ミナシアン アルメニア (ARM)                 | イラクリ・トゥルマニゼ ジョージア (GEO)     |
| 2020 東京             | ラシャ・タラハゼ ジョージア (GEO)               | アリ・ダブーディ イラン (IRI)                     | マン・アサード シリア (SYR)                 |

## 女子

### 49kg級
- 旧フライ級
- 48kg (2000-2016)
- 49kg (2020-)

| 大会名                | 金                                | 銀                                                | 銅                                    |
| --------------------- | --------------------------------- | ------------------------------------------------- | ------------------------------------- |
| 2000 シドニー         | タラ・ノット アメリカ合衆国 (USA) | ラエマ・リサ・ルンベワス インドネシア (INA)       | スリ・インドリアニ インドネシア (INA) |
| 2004 アテネ           | ヌルジャン・タイラン トルコ (TUR) | 李卓 中国 (CHN)                                   | アリー・ウィラサウォーン タイ (THA)   |
| 2008 北京             | 陳葦綾 チャイニーズタイペイ (TPE) | 任貞化 韓国 (KOR)                                 | ペンシリ・ラオシリクル タイ (THA)     |
| 2012 ロンドン         | 王明娟 中国 (CHN)                 | 三宅宏実 日本 (JPN)                               | リャン・チュンファ 北朝鮮 (PRK)       |
| 2016 リオデジャネイロ | ソピタ・タナサン タイ (THA)       | スリ・ワヒュニ・アグスティアニ インドネシア (INA) | 三宅宏実 日本 (JPN)                   |
| 2020 東京             | 侯志慧 中国 (CHN)                 | サイコム・ミラバイ・チャヌー インド (IND)         | ウィンジ・アイサフ インドネシア (INA) |

### 55kg級
- 旧フェザー級
- 53kg (2000-2016)
- 55kg (2020-)

| 大会名                | 金                                              | 銀                                          | 銅                                                  |
| --------------------- | ----------------------------------------------- | ------------------------------------------- | --------------------------------------------------- |
| 2000 シドニー         | 楊霞 中国 (CHN)                                 | 黎鋒英 チャイニーズタイペイ (TPE)           | ウィナルニ・ビンティ・スラメット インドネシア (INA) |
| 2004 アテネ           | ウドンポーン・ポルサク タイ (THA)               | ラエマ・リサ・ルンベワス インドネシア (INA) | マベル・モスケラ コロンビア (COL)                   |
| 2008 北京             | プラパワデ・ジャロエンラタナタラコン タイ (THA) | 尹真熙 韓国 (KOR)                           | ラエマ・リサ・ルンベワス インドネシア (INA)         |
| 2012 ロンドン         | 許淑浄 チャイニーズタイペイ (TPE)               | チトラ・フェブリアンティ インドネシア (INA) | ユリア・パラトワ ウクライナ (UKR)                   |
| 2016 リオデジャネイロ | 許淑浄 チャイニーズタイペイ (TPE)               | ヒディリン・ディアス フィリピン (PHI)       | 尹真熙 韓国 (KOR)                                   |
| 2020 東京             | ヒディリン・ディアス フィリピン (PHI)           | 廖秋雲 中国 (CHN)                           | ズルフィア・チンシャンロ カザフスタン (KAZ)         |

### 59kg級
- 旧ライト級
- 58kg (2000-2016)
- 59kg (2020-)

| 大会名                | 金                                  | 銀                                        | 銅                                |
| --------------------- | ----------------------------------- | ----------------------------------------- | --------------------------------- |
| 2000 シドニー         | ソラヤ・ヒメネス メキシコ (MEX)     | リ・ソンヒ 北朝鮮 (PRK)                   | カサラポーン・スダー タイ (THA)   |
| 2004 アテネ           | 陳艶青 中国 (CHN)                   | リ・ソンヒ 北朝鮮 (PRK)                   | ワンディー・カメアイム タイ (THA) |
| 2008 北京             | 陳艶青 中国 (CHN)                   | オ・ジョンエ 北朝鮮 (PRK)                 | ワンディ・カメアイム タイ (THA)   |
| 2012 ロンドン         | 李雪英 中国 (CHN)                   | ピムシリ・シリケーオ タイ (THA)           | シーリプ・グーンノイ タイ (THA)   |
| 2016 リオデジャネイロ | スカーニャ・スリスラート タイ (THA) | ピムシリ・シリケーオ タイ (THA)           | 郭婞淳 チャイニーズタイペイ (TPE) |
| 2020 東京             | 郭婞淳 チャイニーズタイペイ (TPE)   | ポリーナ・グリエワ トルクメニスタン (TKM) | 安藤美希子 日本 (JPN)             |

### 64kg級
- 旧ミドル級
- 63kg (2000-2016)
- 64kg (2020-)

| 大会名                | 金                                  | 銀                                        | 銅                                    |
| --------------------- | ----------------------------------- | ----------------------------------------- | ------------------------------------- |
| 2000 シドニー         | 陳暁敏 中国 (CHN)                   | ワレンチナ・ポポワ ロシア (RUS)           | イオアンナ・ハジオア ギリシャ (GRE)   |
| 2004 アテネ           | ナタリア・スカクン ウクライナ (UKR) | ハンナ・バチューシュカ ベラルーシ (BLR)   | タチアナ・スツカラワ ベラルーシ (BLR) |
| 2008 北京             | 朴賢淑 北朝鮮 (PRK)                 | 盧映錡 チャイニーズタイペイ (TPE)         | クリスティン・ギラード カナダ (CAN)   |
| 2012 ロンドン         | クリスティン・ギラード カナダ (CAN) | ミルカ・マネバ ブルガリア (BUL)           | ルス・アコスタ メキシコ (MEX)         |
| 2016 リオデジャネイロ | 鄧薇 中国 (CHN)                     | チェ・ヒョシム 北朝鮮 (PRK)               | カリナ・ゴリチェワ カザフスタン (KAZ) |
| 2020 東京             | モード・シャロン カナダ (CAN)       | ジョルジア・ボルディニョン イタリア (ITA) | 陳玟卉 チャイニーズタイペイ (TPE)     |

### 76kg級
- 旧ライトヘビー級
- 69kg (2000-2016)
- 76kg (2020-)

| 大会名                | 金                                                    | 銀                                            | 銅                                            |
| --------------------- | ----------------------------------------------------- | --------------------------------------------- | --------------------------------------------- |
| 2000 シドニー         | 林偉寧 中国 (CHN)                                     | マールクシュ・エルジェーベト ハンガリー (HUN) | カーナム・マラシワリ インド (IND)             |
| 2004 アテネ           | 劉春紅 中国 (CHN)                                     | エステル・クルツレル ハンガリー (HUN)         | ザレマ・カサエワ ロシア (RUS)                 |
| 2008 北京             | オクサナ・スリベンコ ロシア (RUS)                     | レイディ・ソリス コロンビア (COL)             | アビール・アブドゥッラフマーン エジプト (EGY) |
| 2012 ロンドン         | リム・ジョンシム 北朝鮮 (PRK)                         | ロクサナダニエラ・ココス ルーマニア (ROU)     | アンナ・ヌルメハンベトワ カザフスタン (KAZ)   |
| 2016 リオデジャネイロ | 向艶梅 中国 (CHN)                                     | ジャジラ・ジャパルクル カザフスタン (KAZ)     | サラ・アフマド エジプト (EGY)                 |
| 2020 東京             | ネイシ・パトリシア・ダホメス・バレラ エクアドル (ECU) | キャサリン・ニー アメリカ合衆国 (USA)         | アレミ・フエンテス メキシコ (MEX)             |

### 87kg級
- 旧ヘビー級
- 75kg (2000-2016)
- 87kg (2020-)

| 大会名                | 金                                            | 銀                                                      | 銅                                                |
| --------------------- | --------------------------------------------- | ------------------------------------------------------- | ------------------------------------------------- |
| 2000 シドニー         | マリア・イサベル・ウルティア コロンビア (COL) | ルース・オベイフォ ナイジェリア (NGR)                   | 郭羿含 チャイニーズタイペイ (TPE)                 |
| 2004 アテネ           | パウィナ・トンスック タイ (THA)               | ナタリア・ザボロトナヤ ロシア (RUS)                     | ワレンチナ・ポポワ ロシア (RUS)                   |
| 2008 北京             | アラ・ワゼニナ カザフスタン (KAZ)             | リディア・バレンティン スペイン (ESP)                   | ダマリス・アギーレ メキシコ (MEX)                 |
| 2012 ロンドン         | リディア・バレンティン スペイン (ESP)         | アビール・アブドゥッラフマーン エジプト (EGY)           | マディアス・ネゼッソ カメルーン (CMR)             |
| 2016 リオデジャネイロ | リム・ジョンシム 北朝鮮 (PRK)                 | ダリヤ・ナウーモヴァ ベラルーシ (BLR)                   | リディア・バレンティン スペイン (ESP)             |
| 2020 東京             | 汪周雨 中国 (CHN)                             | タマラ・ジャハイラ・サラサール・アルセ エクアドル (ECU) | クリスメリ・サンタナ・ペゲロ ドミニカ共和国 (DOM) |

### 87kg超級
- 旧スーパーヘビー級
- 75kg超 (2000-2016)
- 87kg超 (2020-)

| 大会名                | 金                | 銀                                  | 銅                                      |
| --------------------- | ----------------- | ----------------------------------- | --------------------------------------- |
| 2000 シドニー         | 丁美媛 中国 (CHN) | アガタ・ウロベル ポーランド (POL)   | シェリル・ハワース アメリカ合衆国 (USA) |
| 2004 アテネ           | 唐功紅 中国 (CHN) | 張美蘭 韓国 (KOR)                   | アガタ・ウロベル ポーランド (POL)       |
| 2008 北京             | 張美蘭 韓国 (KOR) | エレ・オペロゲ サモア (SAM)         | マリアム・ウスマン ナイジェリア (NGR)   |
| 2012 ロンドン         | 周璐璐 中国 (CHN) | タチアナ・カシリナ ロシア (RUS)     | 張美蘭 韓国 (KOR)                       |
| 2016 リオデジャネイロ | 孟蘇平 中国 (CHN) | キム・ククヒャン 北朝鮮 (PRK)       | サラ・ロブレス アメリカ合衆国 (USA)     |
| 2020 東京             | 李雯雯 中国 (CHN) | エミリー・キャンベル イギリス (GBR) | サラ・ロブレス アメリカ合衆国 (USA)     |

## 廃止種目
いずれも男子種目。

### 片手ジャーク
| 大会名      | 金                                        | 銀                                  | 銅                                              |
| ----------- | ----------------------------------------- | ----------------------------------- | ----------------------------------------------- |
| 1896 アテネ | ローンセストン・エリオット イギリス (GBR) | ヴィゴ・イェンセン デンマーク (DEN) | アレクサンドロス・ニコロポウロス ギリシャ (GRE) |

### 両手ジャーク
| 大会名            | 金                                  | 銀                                        | 銅                                        |
| ----------------- | ----------------------------------- | ----------------------------------------- | ----------------------------------------- |
| 1896 アテネ       | ヴィゴ・イェンセン デンマーク (DEN) | ローンセストン・エリオット イギリス (GBR) | ソティリオス・ヴェルシス ギリシャ (GRE)   |
| 1904 セントルイス | ペリクレス・カクシス ギリシャ (GRE) | オスカー・オストホフ アメリカ合衆国 (USA) | フランク・カングラー アメリカ合衆国 (USA) |

### 片手ジャークコンテスト
| 大会名            | 金                                        | 銀                                              | 銅                                        |
| ----------------- | ----------------------------------------- | ----------------------------------------------- | ----------------------------------------- |
| 1904 セントルイス | オスカー・オストホフ アメリカ合衆国 (USA) | フレデリック・ウィンタース アメリカ合衆国 (USA) | フランク・カングラー アメリカ合衆国 (USA) |

### 54kg級
- 旧フライ級
- –52 kg (1972-1992)
- –54 kg (1996)

| 大会名              | 金                                    | 銀                            | 銅                                      |
| ------------------- | ------------------------------------- | ----------------------------- | --------------------------------------- |
| 1972 ミュンヘン     | Z・スマルチェルツ ポーランド (POL)    | L・スエチ ハンガリー (HUN)    | S・ホルツライテル ハンガリー (HUN)      |
| 1976 モントリオール | A・ボローニン ソビエト連邦 (URS)      | G・コセギ ハンガリー (HUN)    | モハンマド・ナスィーリー イラン (IRI)   |
| 1980 モスクワ       | K・オスモノリエル ソビエト連邦 (URS)  | ホー・ボンチョル 北朝鮮 (PRK) | ハン・ギョンシ 北朝鮮 (PRK)             |
| 1984 ロサンゼルス   | 曽国強 中国 (CHN)                     | 周培順 中国 (CHN)             | 真鍋和人 日本 (JPN)                     |
| 1988 ソウル         | セフダリン・マリノフ ブルガリア (BUL) | 全炳寛 韓国 (KOR)             | 何灼強 中国 (CHN)                       |
| 1992 バルセロナ     | イワン・イワノフ ブルガリア (BUL)     | 林啓升 中国 (CHN)             | トライアン・チハリアン ルーマニア (ROM) |
| 1996 アトランタ     | ハリル・ムトル トルコ (TUR)           | 張祥森 中国 (CHN)             | セフダリン・ミンチェフ ブルガリア (BUL) |

### 85kg級
- 旧ライトヘビー級
- 75–82.5 kg (1920-1992)
- 76-83 kg (1996)
- 77-85 kg (2000-2016)

| 大会名                | 金                                              | 銀                                            | 銅                                            |
| --------------------- | ----------------------------------------------- | --------------------------------------------- | --------------------------------------------- |
| 1920 アントワープ     | エルネスト・カディーヌ フランス (FRA)           | フリッツ・ヒューネンベルガー スイス (SUI)     | エリック・ペテルソン スウェーデン (SWE)       |
| 1924 パリ             | シャルル・リグロ フランス (FRA)                 | フリッツ・ヒューネンベルガー スイス (SUI)     | レオポルド・フリードリッヒ オーストリア (AUT) |
| 1928 アムステルダム   | エル・サイード・ノシール エジプト (EGY)         | ルイーズ・オスタン フランス (FRA)             | ヨハン・ヴェルヘイエン オランダ (NED)         |
| 1932 ロサンゼルス     | ルイーズ・オスタン フランス (FRA)               | スヴェンド・オルセン デンマーク (DEN)         | ヘンリー・デュエイ アメリカ合衆国 (USA)       |
| 1936 ベルリン         | ルイーズ・オスタン フランス (FRA)               | オイゲン・ドイチュ ドイツ (GER)               | イブラヒム・ワシフ エジプト (EGY)             |
| 1948 ロンドン         | スタンリー・スタンチク アメリカ合衆国 (USA)     | ハロルド坂田 アメリカ合衆国 (USA)             | ギョースタ・マグヌッセン スウェーデン (SWE)   |
| 1952 ヘルシンキ       | トロフィム・ロマキン ソビエト連邦 (URS)         | スタンリー・スタンチク アメリカ合衆国 (USA)   | アルカディ・ボロビエフ ソビエト連邦 (URS)     |
| 1956 メルボルン       | トミー・コーノ アメリカ合衆国 (USA)             | バシリー・ステパノフ ソビエト連邦 (URS)       | ジェームズ・ジョージ アメリカ合衆国 (USA)     |
| 1960 ローマ           | イレネウス・パリンスキ ポーランド (POL)         | ジェームズ・ジョージ アメリカ合衆国 (USA)     | ヤン・ボチェネク ポーランド (POL)             |
| 1964 東京             | ルドルフ・プリュクフェルダー ソビエト連邦 (URS) | ゲザ・トート ハンガリー (HUN)                 | ギョーゾ・ベレス ハンガリー (HUN)             |
| 1968 メキシコシティ   | ボリス・セリツスキー ソビエト連邦 (URS)         | ウラジーミル・ベリヤエフ ソビエト連邦 (URS)   | ノルベルト・オジメク ポーランド (POL)         |
| 1972 ミュンヘン       | レイフ・イェンセン ノルウェー (NOR)             | ノルベルト・オジメク ポーランド (POL)         | ジョージ・ホルヴァート ハンガリー (HUN)       |
| 1976 モントリオール   | ヴァレリー・シャリー ソビエト連邦 (URS)         | トレンダフィル・ストイチエフ ブルガリア (BUL) | ペテル・バチャコ ハンガリー (HUN)             |
| 1980 モスクワ         | ユーリ・バルダニャン ソビエト連邦 (URS)         | ブラゴワ・ブラゴエフ ブルガリア (BUL)         | デュシャン・ポリアシク チェコスロバキア (TCH) |
| 1984 ロサンゼルス     | ペトレ・ベケル ルーマニア (ROM)                 | ロバート・カバス オーストラリア (AUS)         | 砂岡良治 日本 (JPN)                           |
| 1988 ソウル           | イスライル・アルサマコフ ソビエト連邦 (URS)     | イストバン・メッジ ハンガリー (HUN)           | 李享根 韓国 (KOR)                             |
| 1992 バルセロナ       | ピロス・ディマス ギリシャ (GRE)                 | クシシュトフ・シェミオン ポーランド (POL)     | 該当者なし                                    |
| 1996 アトランタ       | ピロス・ディマス ギリシャ (GRE)                 | マルク・フスター ドイツ (GER)                 | アンジェイ・コファリク ポーランド (POL)       |
| 2000 シドニー         | ピロス・ディマス ギリシャ (GRE)                 | マルク・フスター ドイツ (GER)                 | ゲオルゲ・アサニゼ グルジア (GEO)             |
| 2004 アテネ           | ゲオルゲ・アサニゼ グルジア (GEO)               | アンドレイ・リバコフ ベラルーシ (BLR)         | ピロス・ディマス ギリシャ (GRE)               |
| 2008 北京             | 陸永 中国 (CHN)                                 | チグラン・マルチロスリャン アルメニア (ARM)   | ハディエル・バジャダレス キューバ (CUB)       |
| 2012 ロンドン         | アドリアン・ジェリンスキ ポーランド (POL)       | キアヌーシュ・ロスタミ イラン (IRI)           | タレク・イェヒア エジプト (EGY)               |
| 2016 リオデジャネイロ | キアヌーシュ・ロスタミ イラン (IRI)             | 田涛 中国 (CHN)                               | デニス・ウラノフ カザフスタン (KAZ)           |

### 99kg級
- 旧ファーストヘビー級
- 90–100 kg (1980-1992)
- 91-99 kg (1996)

| 大会名            | 金                                        | 銀                                        | 銅                                        |
| ----------------- | ----------------------------------------- | ----------------------------------------- | ----------------------------------------- |
| 1980 モスクワ     | オータ・ザレンバ チェコスロバキア (TCH)   | イーゴリ・ニキティン ソビエト連邦 (URS)   | アルベルト・ブランコ キューバ (CUB)       |
| 1984 ロサンゼルス | ロルフ・ミルザー 西ドイツ (FRG)           | ワシル・グロアパ ルーマニア (ROM)         | ペッカ・ニエミ フィンランド (FIN)         |
| 1988 ソウル       | パヴェル・クズネツォフ ソビエト連邦 (URS) | ニク・ウラド ルーマニア (ROM)             | ペーター・イムエスベルガー 西ドイツ (FRG) |
| 1992 バルセロナ   | ヴィクトル・トレグボフ EUN (EUN)          | チムール・タイマゾフ EUN (EUN)            | ヴァルデマー・マラク ポーランド (POL)     |
| 1996 アトランタ   | アカキオス・カキャシビリス ギリシャ (GRE) | アナトリー・フラパティ カザフスタン (KAZ) | デニス・ホトフリード ウクライナ (UKR)     |